# プロパスト
株式会社プロパスト（英: PROPERST CO., LTD.）は、東京都港区に本社を置く総合不動産ディベロッパーである。

## 概要
不動産鑑定事務所からスタートしたディベロッパー。社名の由来はproperty（プロパティー=資産）とtrust（トラスト=信託）を組み合わせた造語による。
デザイン性の高いマンション開発で知られ、2007年版売主別中古マンション騰落率ランキングでは第一位に輝いた。
しかし、不動産市況の悪化に伴い業績が悪化。2009年5月期末決算では、265億96百万円の連結最終赤字を計上して債務超過に転落した。2009年11月30日現在の債務超過額は約358億円である。
2010年には2008年5月期の法人税等滞納により、 保有する販売用不動産とその賃料、そして銀行預金口座に対して東京都と東京国税局より差し押さえが実施された。
2010年5月、民事再生法の適用を申請したが、上場は維持。同年10月にデットエクイティスワップや債務免除により債務を大幅に圧縮。同年11月末の中間決算では債務超過を解消した。

## 沿革
- 1987年12月 - 東京都多摩市豊ヶ丘に株式会社フォレスト・アイを設立。
- 1991年1月 - 株式会社プロパストに商号変更。
- 1993年10月 - 東京都千代田区九段南に本店を移転。
- 1995年6月 - 東京都中野区に初の自社開発となるマンションを開発。
- 1996年11月 - 東京都文京区に初の自社分譲となるマンション「フォレストヒルズ千駄木」を開発・分譲。
- 1998年7月 - 東京都千代田区九段北に本店を移転。
- 2001年2月 - 東京都千代田区に都市型デザインマンション本格参入となる「ガレリアコルテ六番町」を開発・分譲。
- 2004年3月 - 東京都港区六本木に本店を移転。
- 2006年12月13日 - ジャスダックに上場。
- 2007年11月 - 東京都千代田区霞が関（霞が関コモンゲート西館）に本社移転。
- 2009年4月 - 東京都渋谷区恵比寿に一部機能を移転。
- 2010年1月26日 - 2008年5月期において13億98百万円の法人事業税等を滞納した為、販売用不動産20物件を東京都に差し押さえられる[3]。
- 2010年2月2日 - 2008年5月期において23億49百万円の法人税等を滞納した為、販売用不動産1物件と銀行預金口座1口座を東京国税局に差し押さえられる[4]。
- 2010年2月26日 - 複数の販売用不動産からの賃料及び複数の銀行預金口座を東京都に差し押さえられる[5]。
- 2010年5月14日 - 東京地方裁判所に対して、民事再生手続開始の申立て（民事再生法適用申請）を行い、同日、再生手続開始決定がなされる。負債額は約554億円。上場を維持しながら会社再建を進めていくと発表[6]。民事再生法適用申請をした上場企業が上場を維持することは極めて異例のケースである。
- 2010年10月1日 - ヘキサゴンキャピタルパートナーズ及びユーラシア旅行社が第三者割当増資を引き受け[7]。
- 2010年10月31日 - デットエクイティスワップ（債務の株式化）及び残存する無担保債権の債務免除等を実施[8]。同年11月末の2011年5月期第2四半期末決算で債務超過を解消。
- 2011年2月18日 - 再生手続終結決定[9]。
- 2011年8月 - 現在地に本社移転
- 2012年9月6日 - 第三者割当増資を行い、株式会社ヨシムラ・RE・ホールディングス（現：株式会社SKG INVEST）が筆頭株主となる[10]。
- 2015年5月25日 - 株式会社SKG INVESTが保有全株式を、同社の親会社である株式会社シノケングループに譲渡。株式会社シノケングループが筆頭株主となる[11]。
- 2015年10月13日 - 株式会社シノケングループほか2社に第三者割当増資を実施。株式会社シノケングループが「その他の関係会社」となる[12]。

## 主なマンション開発物件
他の多くのデベロッパーと異なり、自社のマンションをシリーズ化していない。
- コンパートメント東京中央（2002年 / 東京都中央区八丁堀 / 208戸）
- オリゾン マーレ（2004年 / 東京都江東区有明 / 396戸）
- チェスターコート日本橋（2004年 / 東京都中央区日本橋小網町 / 104戸）
- ヴェールヴァリエ北参道（2005年 / 東京都渋谷区千駄ヶ谷 / 144戸）
- ガレリア グランデ（2006年 / 東京都江東区有明 / 413戸）
- ヴェント マーレ（2007年 / 千葉県千葉市美浜区 / 44戸）
- ロッソ レガーロ（2007年 / 東京都町田市 / 93戸）

## イメージキャラクター
- 松雪泰子 - プラーサ・ヴェール（千葉県四街道市）
- ケリー・チャン - プロジェクトTX

## 企業広告

### 番組提供
- 「ショウアップナイター2008」（ニッポン放送）
- 「PROPERST WORLD RECORDS」（ベイエフエム）